# Escola Guignard
Escola Guignard é uma escola de artes em Belo Horizonte que formou artistas importantes no circuito mineiro, nacional e internacional. A partir da promulgação da Constituição do Estado de Minas Gerais em 1989, passou a ser uma unidade acadêmica da Universidade do Estado de Minas Gerais (UEMG).

## Histórico

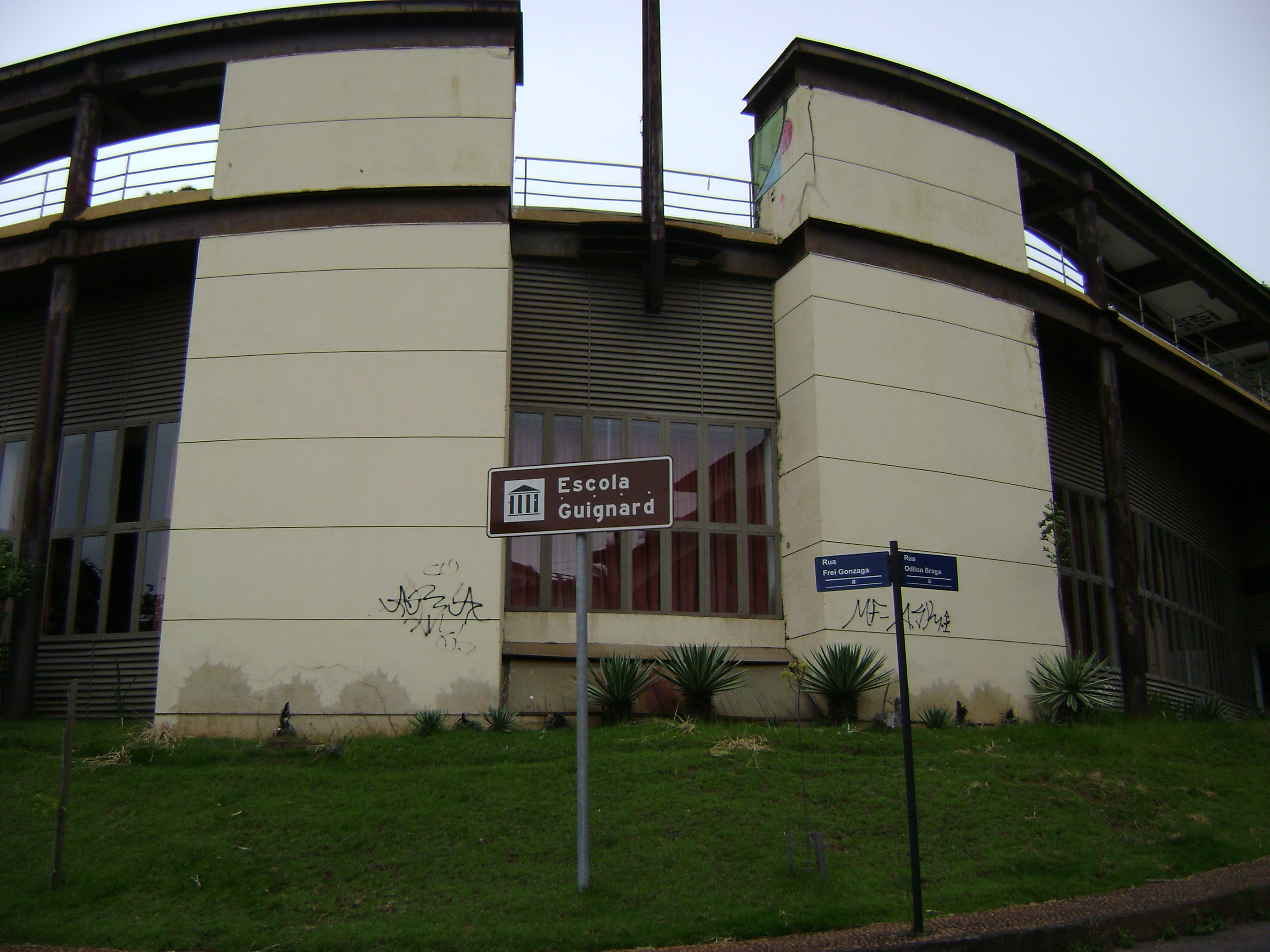
Fachada da Escola Guignard

A origem da escola remete ao convite feito pelo então Prefeito de Belo Horizonte, Juscelino Kubitschek, em 1943, para o artista Alberto da Veiga Guignard dirigir a Escola de Belas Artes. Em sua origem, a Escola localizava-se no porão do Palácio das Artes, próximo ao Parque Municipal Américo Renné Giannetti. Aceita a tarefa, Guignard muda-se para a capital mineira. Um ano depois, a escola seria fundida à Escola de Arquitetura no então batizado Instituto de Belas Artes de Belo Horizonte.
Em 1994 foi inaugurado o prédio que abriga a Escola desde então. Construído junto a Serra do Curral, esta obra do arquiteto Gustavo Penna é repleta de simbolismo, reafirmando a tradição cultural de Minas Gerais numa linguagem contemporânea. Classificada pela revista Projeto como uma das 30 obras arquitetônicas de maior relevância no Brasil.
As produções dos alunos compõem exposições, o que permite a avaliação do público e o diagnóstico dessa repercussão. Na mostra realizada em 2010, foram reunidas linguagens como vídeo, fotografia, pintura, desenho e performances.
O artista e mestre Alberto da Veiga Guignard é conhecido pela sua técnica de desenho revolucionária para a época de 1940. Guignard, um artista extremamente sensível, preocupava-se que seus alunos desenvolvessem não apenas uma técnica de desenho de caráter rígido e dogmático, mas uma técnica que propiciasse a espontaneidade criadora. Guignard passeava com seus alunos pelos caminhos do Parque Municipal Américo Renné Giannetti, incentivando-os a sentirem e vivenciarem o lugar antes do desenho de observação. Apesar de valorizar a criação e a auto expressão, sua técnica consistia no desenho de observação com lápis duro e sem o uso de borracha. Por ser duro, o lápis vincava o papel no ato do desenho e por consequência, inviabilizava que os alunos apagassem os desenhos. Com isso, Guignard intencionava desenvolver e refinar o olhar humano, exigindo a concentração e a integração total de seus alunos à paisagem observada. A artista, Maria Helena Andrés, que fora aluna de Guignard, relata que "O prazer não estava em terminar rápido, mas na própria concentração exigida pelo trabalho, no próprio ato de fazer, paciente e silencioso, no uso das mãos, no artesanato metódico e limpo. O desenvolvimento da percepção era também um dos caminhos para o autoconhecimento e a auto expressão. Criatividade e disciplina, liberdade e concentração, espontaneidade e reflexão fundiam-se dentro do mesmo estímulo."[carece de fontes?]
A disciplina de Guignard é vivenciada até os dias atuais pelos estudantes da Escola Guignard, sendo perpetuada pelos professores-artistas que atuam na escola, hoje pertencente à Universidade Estadual do Estado de Minas Gerais. 

## Cursos

### Graduação
- Bacharelado em Artes Plásticas
- Licenciatura em Artes Plásticas

### Pós-graduação
- Artes Plásticas e Contemporaneidade (Lato sensu)